# Liechtenstein
Liechtenstein (hivatalosan Liechtensteini Hercegség vagy Liechtensteini Fejedelemség, németül: Fürstentum Liechtenstein, alemannul: Liachtaschta vagy Förschtatum Liachtaschta) európai monarchia Ausztria és Svájc között, a Rajna völgyében. Területe Budapest közigazgatási területének kevesebb mint harmada.
Fővárosa Vaduz, a legnépesebb települése a vele szinte egybeépült Schaan.
Közép-Európa legkisebb, Európa 4. legkisebb (megelőzi a Vatikán, Monaco, San Marino) és a Föld 6. legkisebb állama. Az egy főre jutó GDP (PPP) itt az egyik legmagasabb a világon. Valamikor adóparadicsomként ismerték, amely a 2008-as adóügyben csúcsosodott ki, de a hercegség azóta jelentős erőfeszítéseket tett ennek a hírnévnek az elvesztése érdekében. 
Területe főleg hegyvidéki, amely az Alpokban található. Két síközpontja van.
Tagja az Európai Szabadkereskedelmi Társulásnak (EFTA) , de nem tagja az Európai Uniónak (EU); Svájccal ellentétben Liechtenstein az Európai Gazdasági Térséghez (EGT) tartozik.

## Földrajza, természeti környezete

Liechtenstein domborzati térképe

### Domborzata
Liechtenstein a Rajna völgyében fekszik Ausztria és Svájc közé beékelve az Alpokban. A területe 160 km². A Rajna mentén keskeny síkság húzódik, melynek tengerszint feletti magassága 400 méter körüli. A hercegség keleti része magashegység. Legmagasabb pontjai: Grauspitz (2599 m) és Naafkopf (2570m)

### Vízrajza
Fő folyója a Rajna, amely határfolyó nyugat felé, és elválasztja az országot Svájctól. Az Alpokból több kis patak is beleömlik a Rajnába, ezek általában bővizűek és egyenletes vízjárásúak.
A hercegség második leghosszabb folyója a Samina (Liechtensteinben 12 km hosszan halad), Triesenbergnél ered és Frastanznál az Illbe folyik bele. Illhez hasonlóan (Iller) igen kedvelt a raftingoláshoz.
Az egyetlen természetes módon kialakult tó a hercegségben a Gampriner Seele. A hercegség legnagyobb tava a Stausee Steg.

### Éghajlata
A Rajna felől fújó szél (déli szél, főn), illetve a hegyek szélárnyékoló hatása miatt viszonylag enyhe a mikroklíma. Az ország egész területén hegyvidéki az éghajlat.
Az évi csapadék mennyisége 900–1200 mm, a magasabban fekvő részeken 1900 mm. A hőmérséklet télen ritkán esik -15 °C alá, míg nyáron általában 20 °C felett van. Ez nagyjából megegyezik az Innsbruckban (Ausztria) illetve Zürichben (Svájc) mért adatokkal.

### Növény- és állatvilága
Állatvilág: 55-féle emlős él a hercegségben természetes környezetében, ebből 17-féle denevérfajta. 140-féle madár, 7-féle hüllő, 10-féle kétéltű, 24 halfaj, 82 pókféle, ebből 5-tel még csak itt találkoztak. Több százféle gerinctelen állat is őshonos (pillangók, cincérfélék). 
A hegyek miatt megtalálható a gímszarvas, zerge, bak (Appenzeller kecske), szarvasfélék, szirti sas, havasi nyúl, alpesi hófajd, róka, borz, mormota, nyírfajd, háromujjú hőcsik törpekuvik, havasi csóka, hajnalmadár, havasi pityer, citromcsicsörke (Zitronengirlitz), alpesi szalamandra, békafélék.
Növényvilág: 1600 növényfajta őshonos a hercegségben, ebből a fele kifejezetten alpesi növény, valamint 48 különböző orchideaféle.

## Története

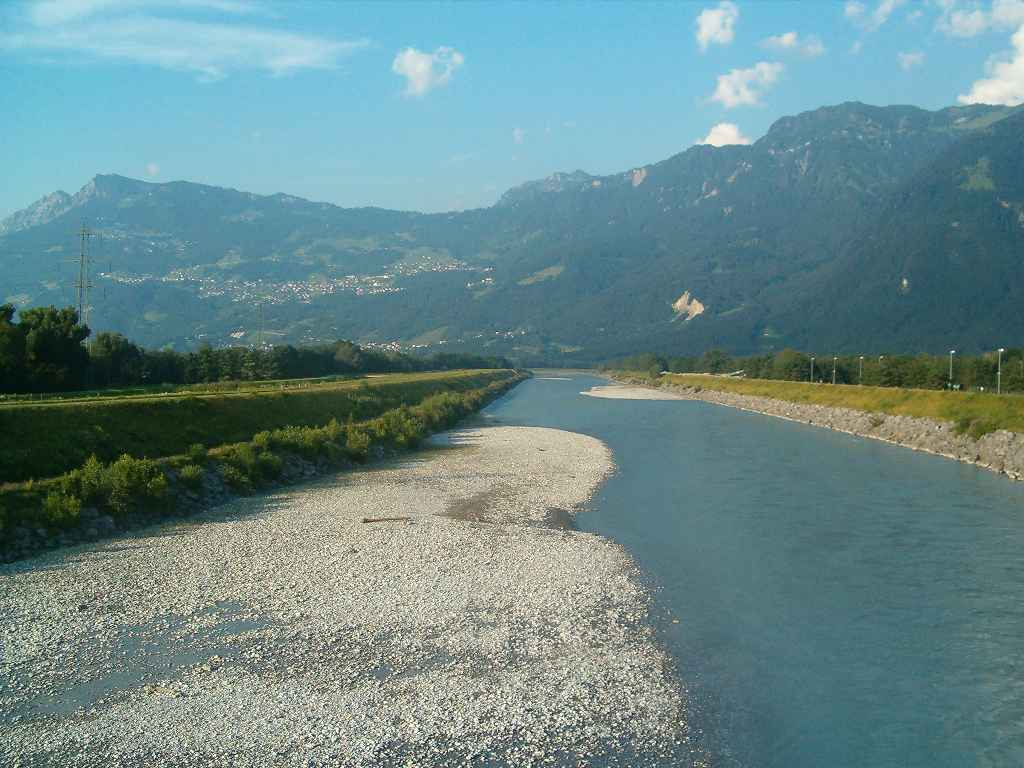
Liechtenstein látképe a Saargans (Svájc) és Balzers (Liechtenstein) közti Rajna-hídról

A régészeti leletek szerint Liechtenstein területén már a neolit korban, i. e. 5000 körül is lakott volt a balzersi Gutenberg és Eschnerberg környéke. A leletek szerint ezek a telepesek kelta hatásokkal találkoztak korábban. I. e. 15-ben Rhaetiát a rómaiak meghódították, és a terület római tartomány lett. Az i. sz. I. évszázadban egyfajta hadászati útvonalat alakítottak ki a hercegség területén Itáliából Bregenzbe. A Nyugatrómai Birodalom V. századi összeomlása után németek települtek a területre.
A X. századtól a bregenzi gróf uralkodott, de a gróf ága 1152-ben kihalt. Később Alsó-Rhaetia a montforti grófok területe lett, akik a későbbi Montfort–Werdenberg ágat adták. Ezután Liechtenstein mindig más uralkodói kézre került.
Az Ausztria és Svájc között elhelyezkedő kicsiny hercegség magva az 1342. május 3-án alakult Vaduzi Grófság volt. Jelenlegi határait 1434-ben nyerte el, amikor egyesült Vaduz és Schellenberg. Az előbbi 1699-ben, az utóbbi 1712-ben lett a Liechtenstein-ház birtoka. János Ádám herceg a Schellenberg-uradalomért 115 ezer forintot, a Vaduz-uradalomért 290 ezer forintot fizetett a régi tulajdonosának, Hannibal von Hohenems grófnak. A Liechtensteini Fejedelemséget mint önálló államot 1719. január 23-án VI. Károly német-római császár alapította meg a Német-római Birodalom keretében. Az első hét herceg nem járt a hercegség területén, inkább Bécsben laktak, vagy csehországi és morvaországi birtokaikon. 1806-tól, a Német-római Birodalom feloszlásától szuverén állam. 1806 és 1813 között tagja volt a Rajnai Szövetségnek (Rheinbund), 1815–1866 között pedig a Német Szövetségnek. 1866-tól teljesen független állam, amely az első világháborúig az Osztrák–Magyar Monarchiával ápolt szoros kapcsolatokat.
Az első világháború után Svájc felé közeledett. 1921-ben kikiáltották az alkotmányos monarchiát Liechtensteinben. 1923-ban gazdasági és vámunió jött létre Svájccal, azóta Liechtenstein hivatalos pénzneme a svájci frank.
A második világháború során Liechtenstein semleges maradt, a háborúban érintett csehszlovákiai és lengyelországi birtokaikról vagyonuk nagy részét kimentették. Azonban még így is jelentős anyagi kárt szenvedett a Liechtenstein-ház, melynek 1600 km²-nyi földjét államosították (legnagyobbrészt) Csehszlovákiában. Ez, illetve a hidegháború során liechtensteini állampolgárok ellen irányuló csehszlovákiai beutazási tilalom következtében a Csehország és Liechtenstein közötti diplomáciai kapcsolatok még mindig elég rosszak, Szlovákiával pedig csak 2009-ben ismerték el egymást.
Az országban a nők csak 1984-ben nyertek választójogot. 1990-ben csatlakozott az ENSZ-hez, 1991-től az Európai Szabadkereskedelmi Társulás (EFTA) tagja. 2003-ban új alkotmányt fogadtak el, amely az uralkodói jogkört bővítette.
2004. augusztus 15-én II. János Ádám fejedelem helyettesévé (Stellvertreter des Fürsten – azaz fejedelemhelyettes) nevezte ki elsőszülött fiát, Alajos trónörököst. A Liechtenstein fejedelmi család a világ leggazdagabb családjai közé tartozik.

## Politika és közigazgatás

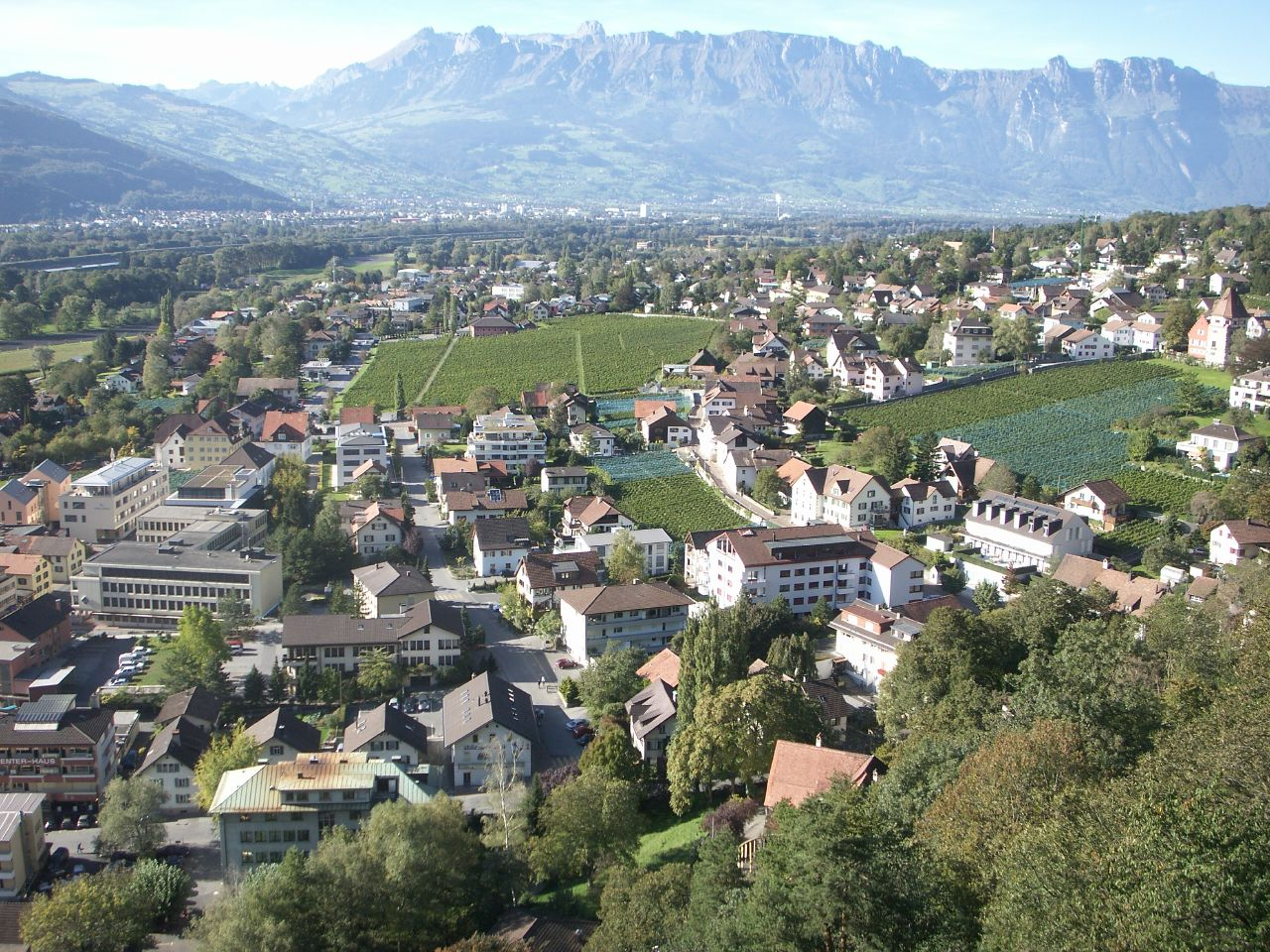
A főváros, Vaduz

### Belpolitika
Liechtenstein alkotmányos monarchia, élén II. János Ádám herceg áll apja 1989-es halála óta. A parlament, a Landtag 25 választott képviselőből áll. Az öttagú kormány felelős a mindennapi kérdésekben.
A hercegség területe két választókerületre oszlik: északon Unterland, délen Oberland. 1984. július 1. óta az országban a nők is szavazhatnak, kivéve az önkormányzati választásokat. 2003. március 16-án megreformálták a demokratikus alkotmánylevelet is, amely kibővítette, illetve megerősítette az uralkodó jogköreit. Ezenkívül amelyik község megszavazza, az kiléphet az államból.
A kormányfő 2025. április 10-étől Brigitte Haas.

### Pártok
Liechtensteinben a következő pártok léteznek:
- Anyaországi Unió (Vaterländische Union, VU)
- Haladás Polgári Párt (Fortschrittliche Bürgerpartei, FBP)
- A Függetlenek (Die Unabhängigen, DU)
- Demokraták Liechtensteinért (Demokraten pro Liechtenstein, DPL)
- Szabad Lista (Freie Liste Liechtenstein, FL)

A VU Oberlandban erős, ahol a demokratikus és a Svájc-barát választók élnek, ezzel szemben Unterlandban a FBP a legerősebb párt, ahol hercegi értékeket megőrző és osztrákbarát választók élnek.

### Külpolitika
Az ország védelmét Svájc biztosítja. Liechtensteinnek Bécsben, Bernben, Berlinben, Brüsszelben, Strasbourgban, Washingtonban és New Yorkban van külképviselete.
1978-ban Liechtenstein belépett az Európa Tanácsba. 1990-ben Liechtenstein tagja lett Egyesült Nemzetek Szervezetének. 1991-ben belépett az Európai Szabadkereskedelmi Társulásba (EFTA), és 1995 óta az Európai Gazdasági Térség és a Kereskedelmi Világszervezet (WTO) tagja. 2008-ban aláírta Liechtenstein a schengeni egyezményt is.
Liechtenstein és az Európai Unió kapcsolata Norvégiához és Izlandhoz hasonlítható. Bár az Európai Uniónak nem tagja, de az Európai Gazdasági Térségnek igen, ezáltal olyan mértékben vesz részt Európa belső kereskedelmében, hogy Norvégia és Izland mellett benne van az EU-ba leginkább integrált 3 nem európai uniós állam között. Azoktól eltérően azonban speciális a helyzete, mivel a nem EGT-tag Svájccal 1924 óta gazdasági, vám- és valutaközösségben van. Az EU-tagállamok közötti automatikus információcserében (például ami a banktitkokat érintheti) nem vesz részt.
Liechtensteint sok európai választja tartózkodási helyének a kedvező adók miatt. Évente 64 új tartózkodási engedélyt adnak ki, ebből 56-ot munkavállaláshoz.
Lakóinak 33%-a külföldi és ezek fele EU-tagállam állampolgára. A hercegség exportjának 63%-a EU-tagállamba megy, 11% Svájcba.

### Közigazgatás
Az országban 10 község (Gemeinde) és Vaduz főváros alkot külön közigazgatási egységet.
A községek a következők:
| Zászló                                      | Irányítószám és településnév | Lakosság (2006. december 31.) | terület (km²) | Település                                          | Térkép |
| ------------------------------------------- | ---------------------------- | ----------------------------- | ------------- | -------------------------------------------------- | ------ |
| Unterland választási kerület (Schellenberg) |                              |                               |               |                                                    |        |
| Ruggell                                     | 9491 Ruggell                 | 1920                          | 7,4           | Ruggell                                            |        |
| Schellenberg                                | 9488 Schellenberg            | 1032                          | 3,5           | Schellenberg                                       |        |
| Gamprin                                     | 9487 Gamprin                 | 1463                          | 6,1           | Gamprin, Bendern                                   |        |
| Eschen                                      | 9492 Eschen                  | 4141                          | 10,3          | Eschen, Nendeln                                    |        |
| Mauren                                      | 9493 Mauren                  | 3718                          | 7,5           | Mauren, Schaanwald                                 |        |
| Oberland választási kerület (Vaduz)         |                              |                               |               |                                                    |        |
| Schaan                                      | 9494 Schaan                  | 5747                          | 26,8          | Schaan                                             |        |
| Planken                                     | 9498 Planken                 | 387                           | 5,3           | Planken                                            |        |
| Vaduz                                       | 9490 Vaduz                   | 5070                          | 17,3          | Vaduz                                              |        |
| Triesenberg                                 | 9497 Triesenberg             | 2566                          | 29,8          | Triesenberg, Masescha, Silum, Gaflei, Steg, Malbun |        |
| Triesen                                     | 9495 Triesen                 | 4674                          | 26,4          | Triesen                                            |        |
| Balzers                                     | 9496 Balzers                 | 4450                          | 19,6          | Balzers, Mäls                                      |        |
| Liechtenstein                               | Liechtenstein                | 35 168                        | 160,0         |                                                    |        |

#### Exklávék és enklávék
Liechtenstein 7 településének van egy vagy több exklávéja.
- Balzers: 2 exklávé
- Eschen: 2 exklávé
- Gamprin: 1 exklávé
- Planken: 3 exklávé, 1 enklávé
- Schaan: 4 exklávé, 2 enklávé
- Triesenberg: 1 exklávé
- Vaduz: 5 exklávé

### Hadereje
Liechtenstein a semlegesség politikáját követi, és azon néhány állam egyike a Földön, amelynek nincs hadserege. A hadsereget a porosz–osztrák háború után oszlatták fel, ahová a kis állam 80 embert küldött, de ők nem vettek részt semmilyen harci cselekményben. A Német Szövetség felbomlása után megszűnt a külső nyomás a hadsereg fenntartására, ezért a parlament fel akarta oszlatni, mivel túl költségesnek ítélte. A herceg eleinte ellenezte, de végül megenyhült, és 1868. február 12-én feloszlatta a hadsereget. 
A rend fenntartását kis létszámú rendőrség végzi.

## Gazdaság, szolgáltatások
Liechtenstein Svájccal gazdasági unióban van, hivatalos pénzneme a svájci frank (CHF).
Liechtensteinben a szolgáltató és kereskedelmi szektor mellett szinte minden más eltörpül. Az egy főre eső GDP értéke alapján a világ leggazdagabb államai közé sorolható, amelyet a rendkívül jó életkörülmények, illetve az Európában legalacsonyabb munkanélküliségi ráta is tükröz. Alacsony adóinak (legfeljebb 18%) köszönhetően rengeteg külföldi cég jegyzi be székhelyét Liechtensteinben. Ennek köszönhető, hogy az ország mintegy 30 000 lakosára 100 000 postafiók jut. A Liechtensteinben termeléssel nem foglalkozó, pusztán adózó vállalatok a nemzeti jövedelem 30%-át adják.
Az iparban leginkább az építőipari, élelmiszeripari, elektronikai és fogászati cégek jellemzőek (HILTI).
A szolgáltatás rendkívül fejlett, amely az infrastruktúra rendkívül jó állapotának is betudható.
A legnagyobb állami vállalat a liechtensteini posta, amely egyben a nemzeti busztársaság (LBA), nemzeti telefontársaság tulajdonosa is. Az ország területén három  mobiltelefontársaság kínálja szolgáltatásait, bár az országban a svájci, sok helyen az osztrák mobilszolgáltatók is elérhetők.
Lásd még: Offshore.

## Közlekedés

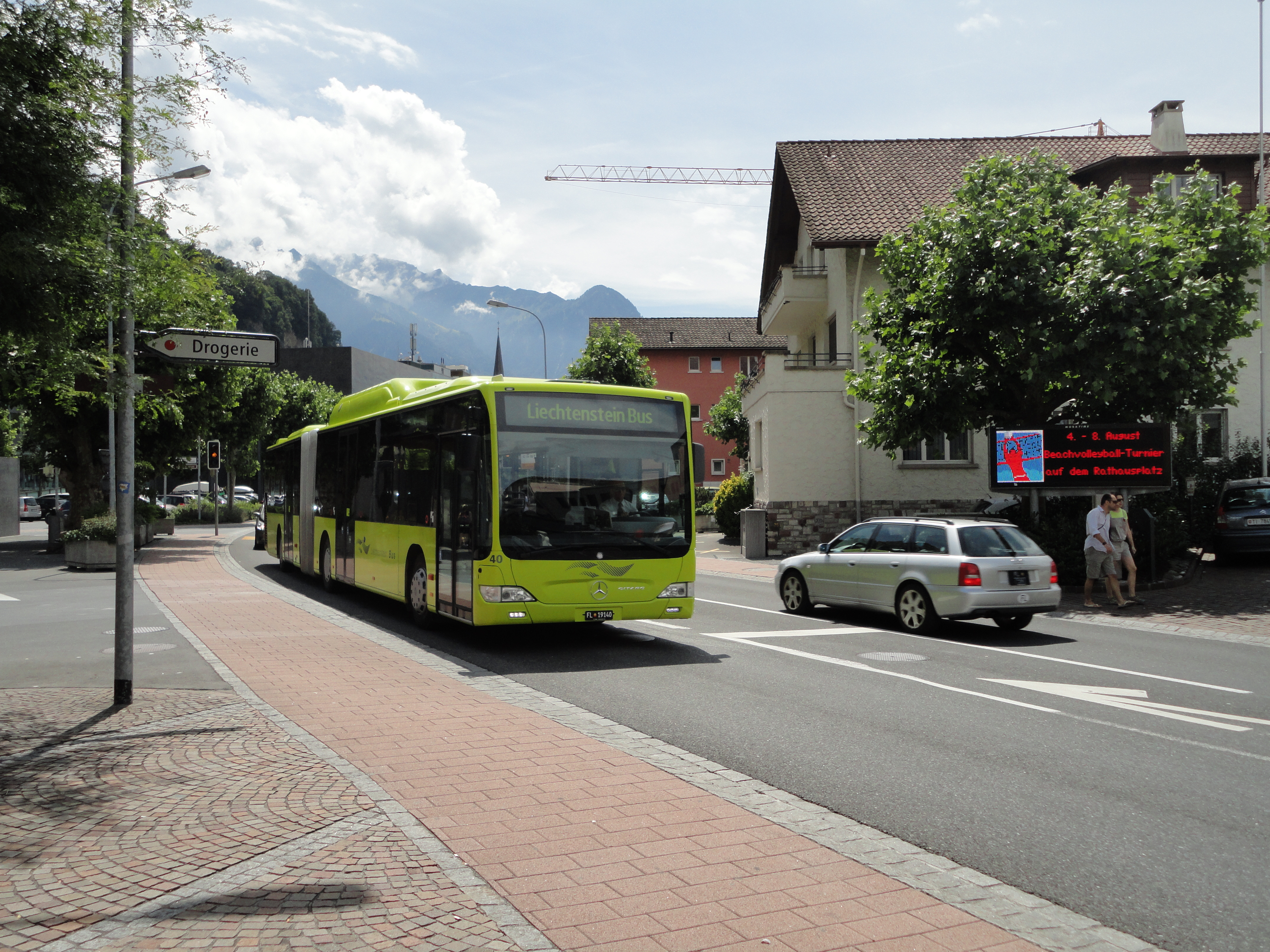
Liechtenstein Bus

Az ország bármely pontja elérhető jó minőségű betonúton, tömegközlekedéssel a Liechtenstein Bus (LBA) gázüzemű buszaival.

### Utak
Az országban 250 km aszfaltozott út van. Liechtensteinben nincs autópálya, viszont a Rajna bal partján kezdődik az A13-as svájci autópálya. A vezetésnél maximálisan megengedett véralkohol mennyisége 0,8‰. A megengedett sebesség lakott területen kívül 80 km/h.

### Vasút
Az országban az ÖBB osztrák vasúttársaság üzemeltet villamosított vasútvonalat az osztrák Feldkirch és a svájci Buchs között. A vonal liechtensteini részén 4 állomás található.

### Busz
A liechtensteini buszvállalat (Liechtenstein Bus Anstalt (LBA)) a svájci buszhálózat leányvállalata, de elszigetelten fut. 14 különböző vonallal rendelkezik. Csatlakozik a svájci járatokhoz Buchsban és Sargansben és Sevelenben. Ezenkívül van járat az ausztriai Feldkirchbe is.
Buszjárat van naponta többször Schaan, Feldkirch és Klaus im Vorarlberger között is.

### Kerékpár
350  km-nyi kerékpárút található az országban.

### Légi közlekedés
Liechtensteinben nincs repülőtér, a legközelebbi nagy nemzetközi reptér Zürichben van. Egy kis helikopter-leszállópálya található Balzers mellett.

## Demográfia

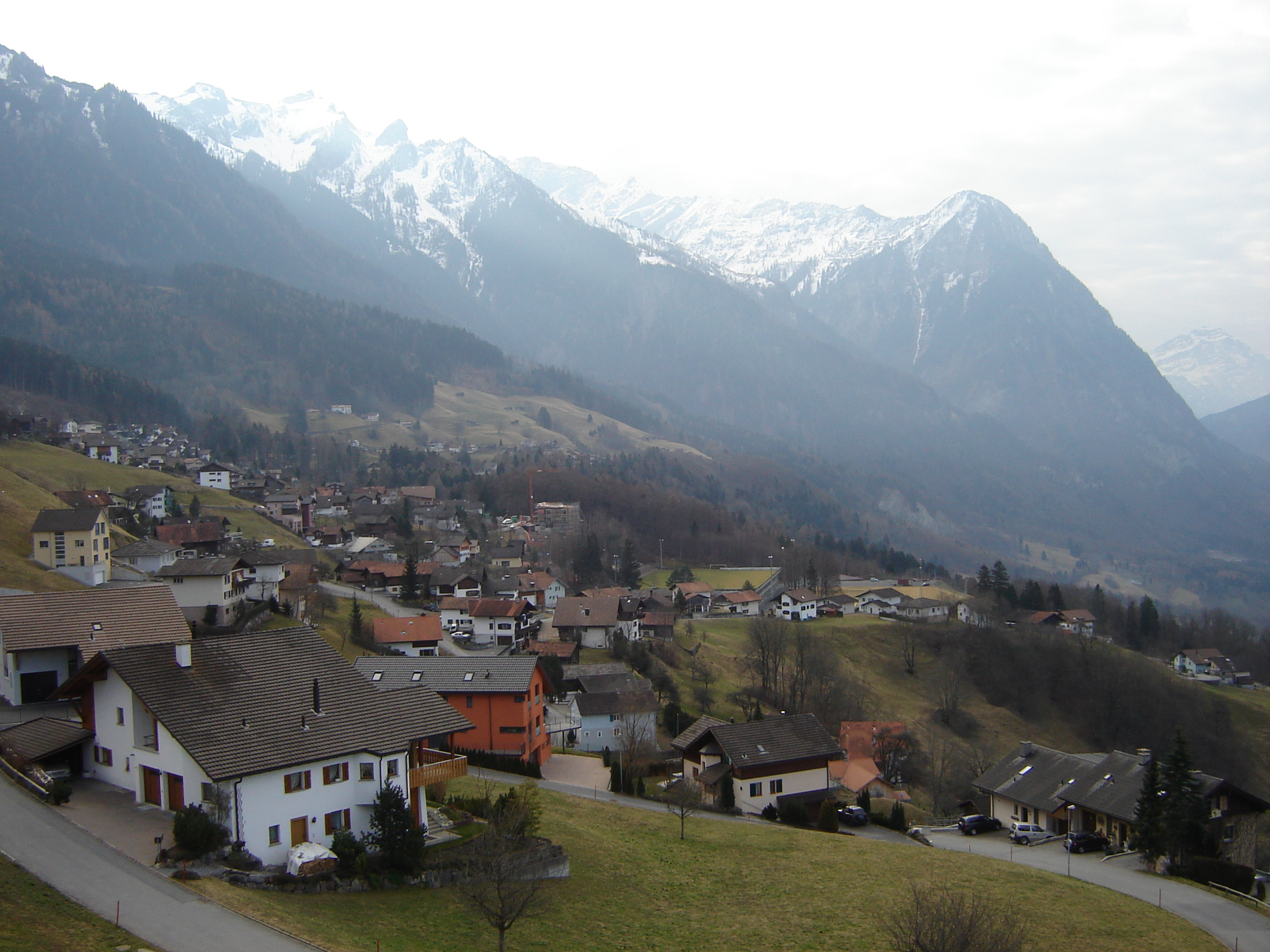
Liechtenstein

### Általános adatok
A lakosság csak 2/3-a született az országban. Sokan Svájcból, Ausztriából, Németországból érkeztek. Ezenkívül élnek itt jelentősebb számban olaszok, délszlávok, portugálok, törökök, albánok.

### Népességének változása
| Lakosok száma | 16 504 | 19 156 | 22 153 | 25 447 | 27 259 | 29 114 | 31 758 | 34 445 | 36 120 | 38 020 |
|               | 1960   | 1966   | 1972   | 1979   | 1985   | 1991   | 1997   | 2004   | 2010   | 2019   |

### Települései

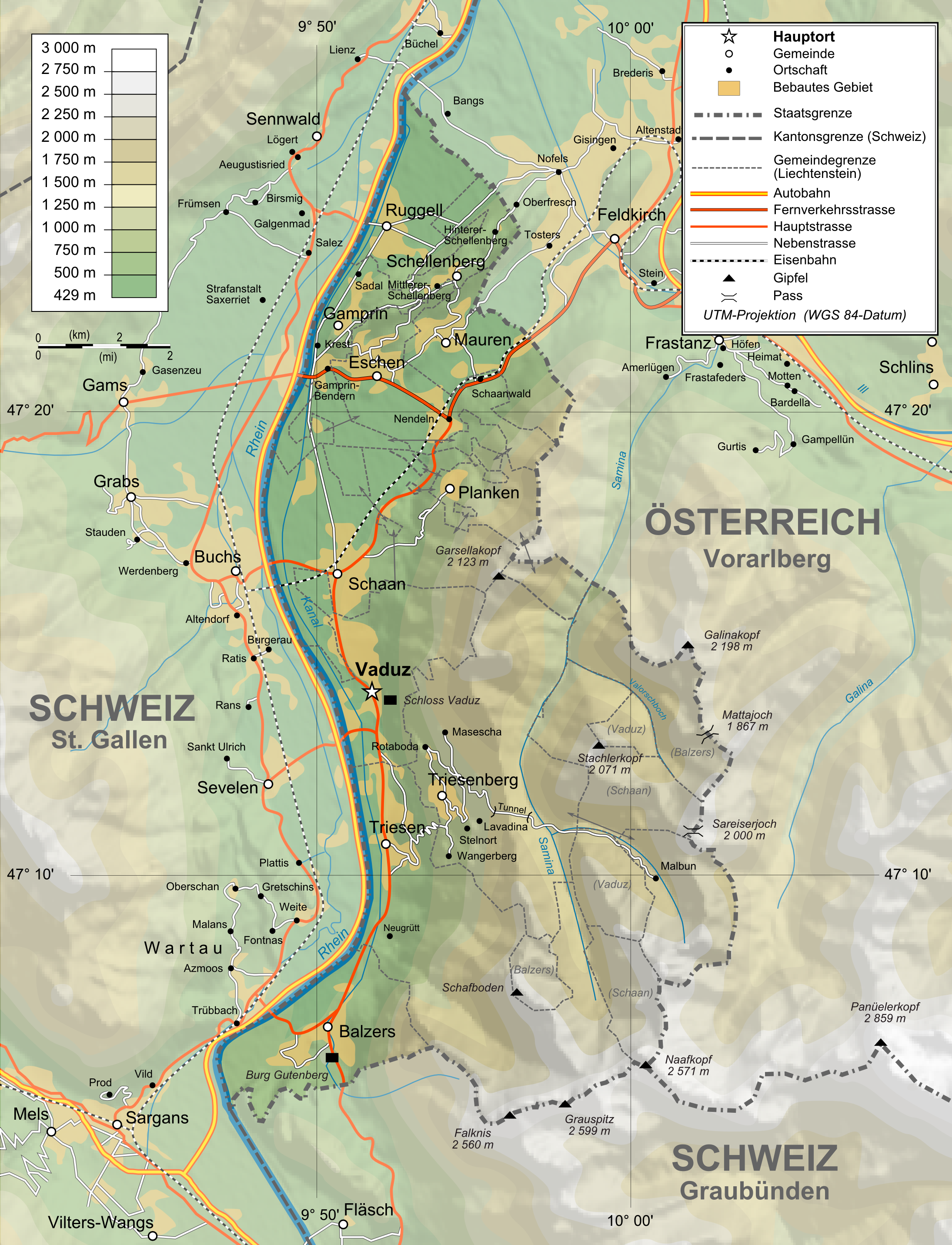
Liechtenstein települései

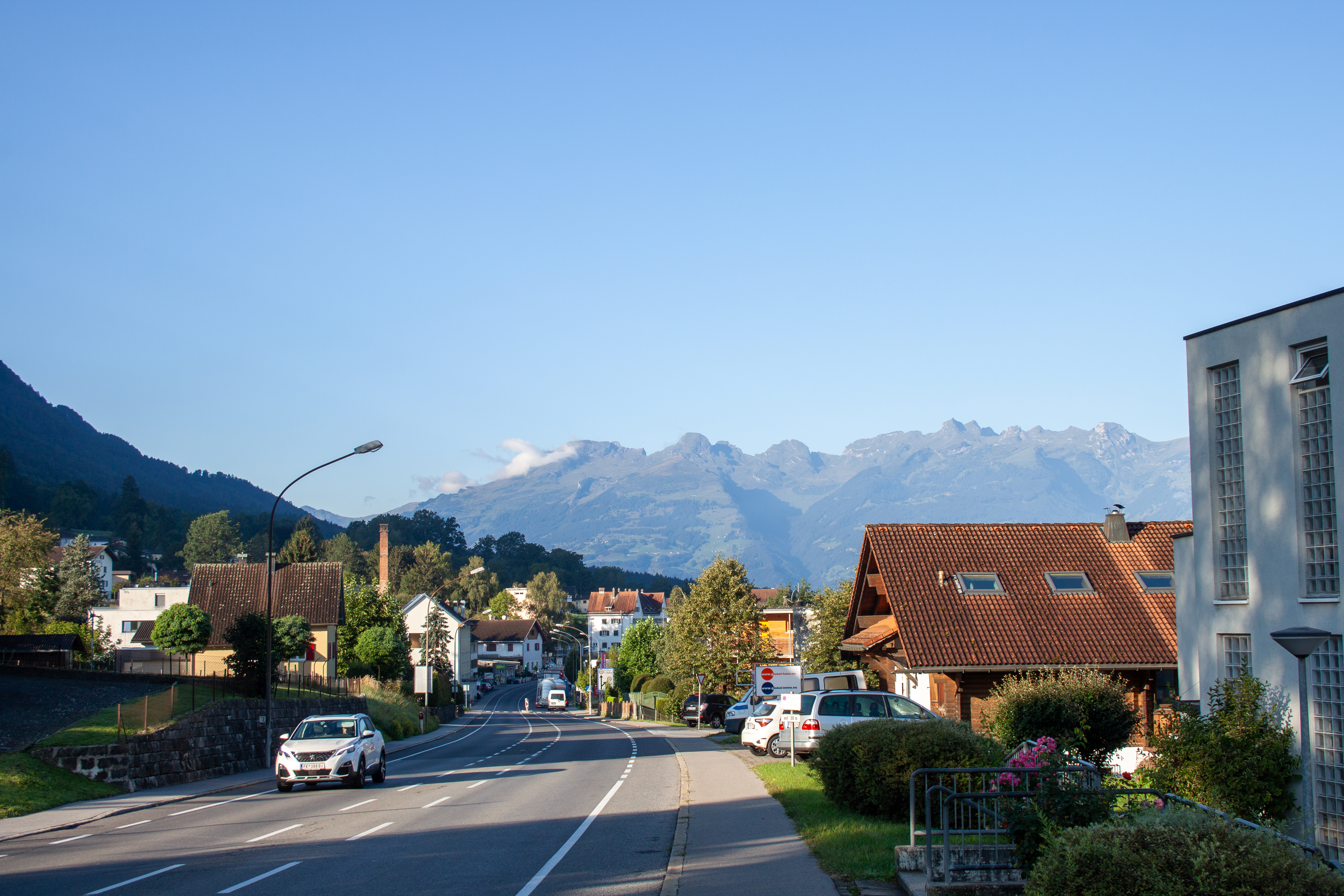
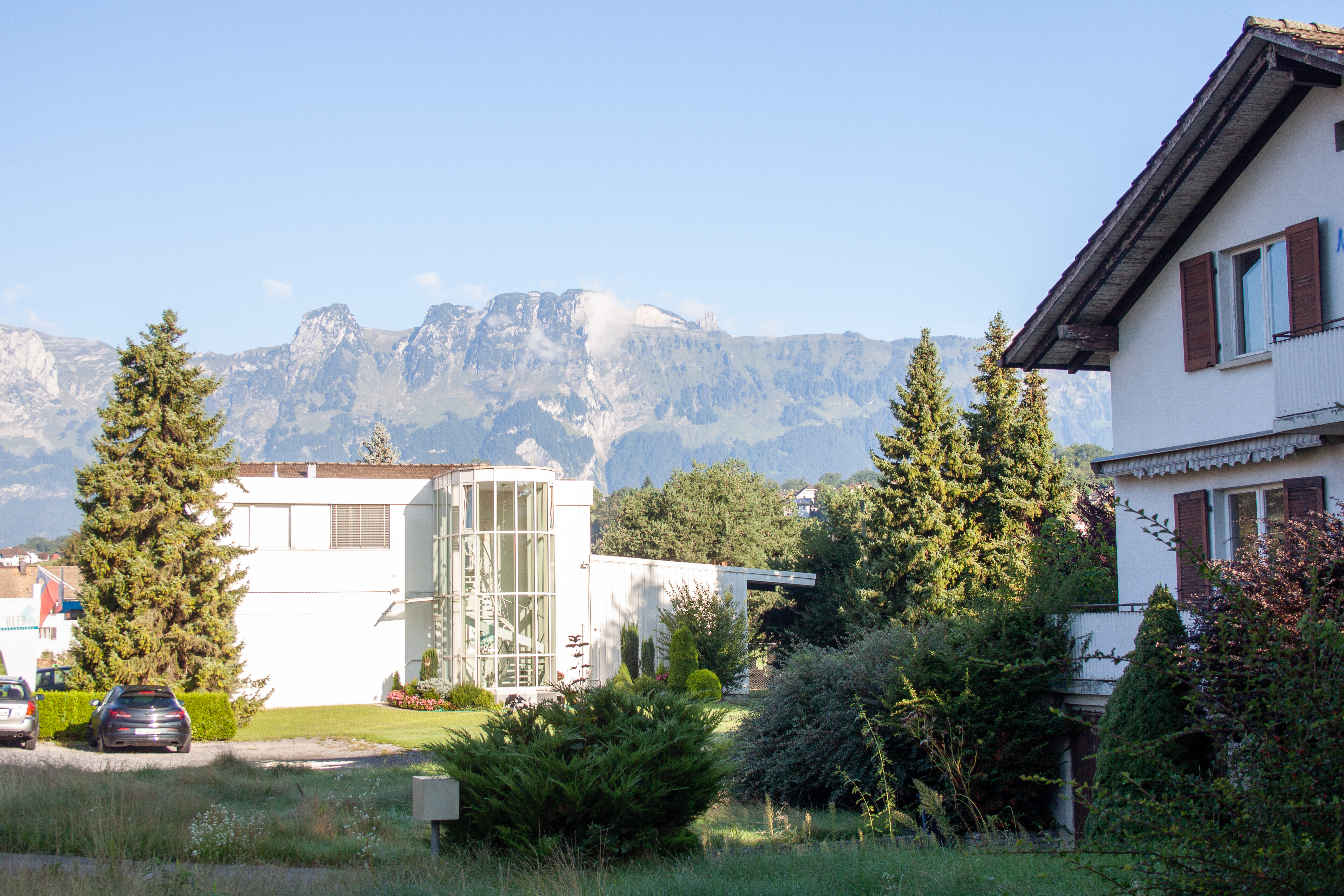
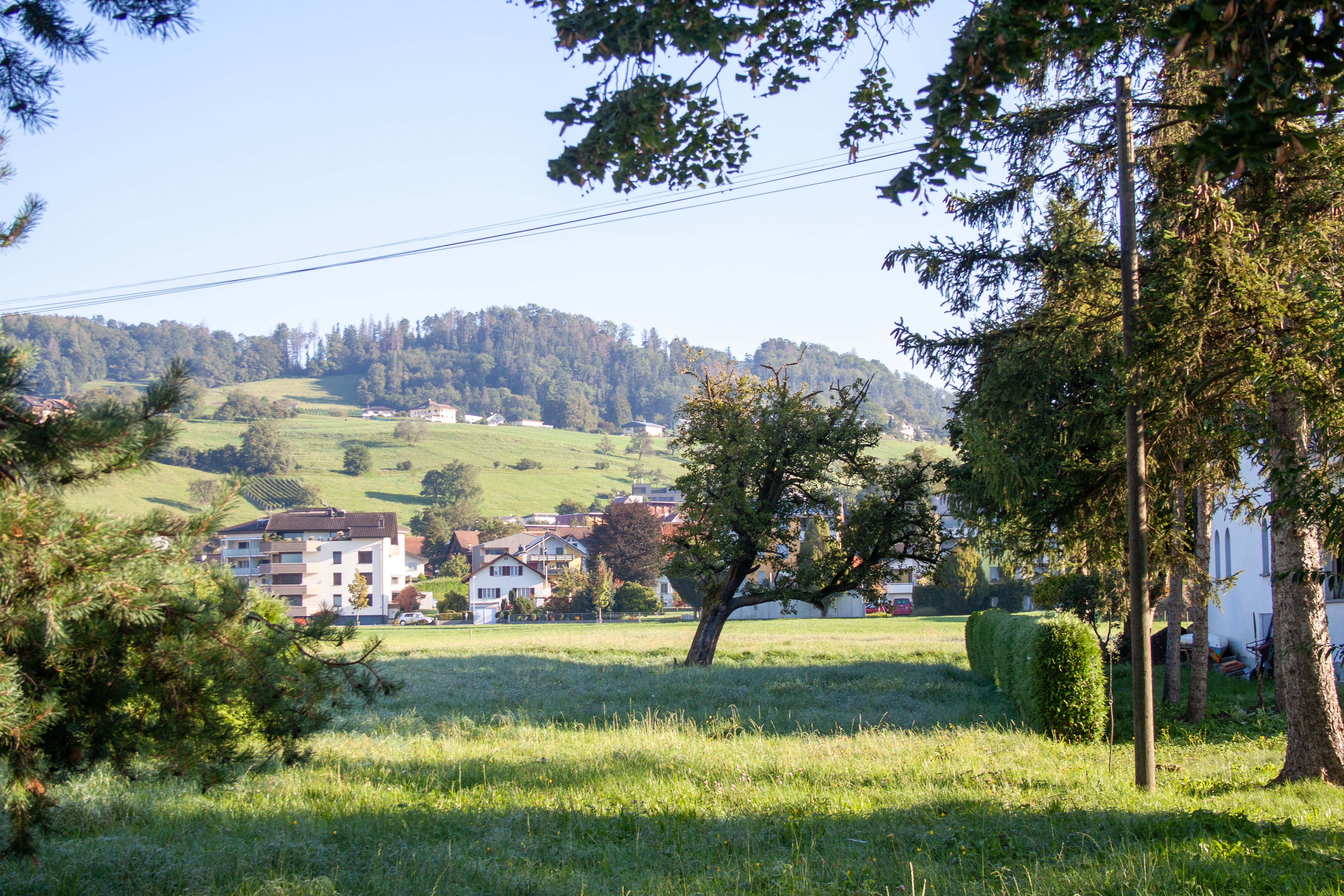
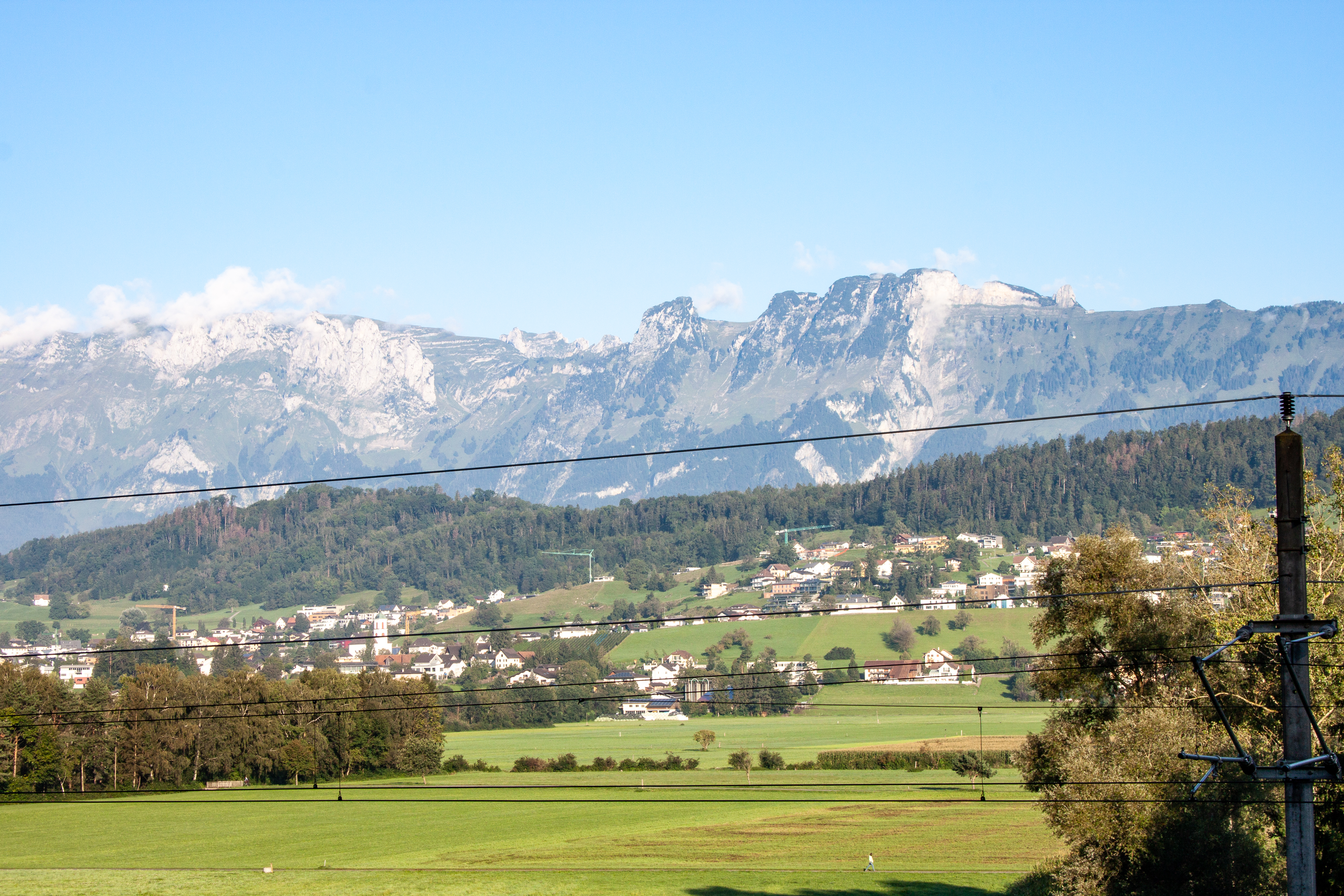

Települései 2024-es adatokkal:
- Schaan: 6250 fő
- Vaduz: 6002 fő
- Triesen: 5688 fő
- Balzers: 4803 fő
- Eschen: 4663 fő
- Mauren: 4624 fő
- Triesenberg: 2712 fő
- Ruggell: 2545 fő
- Gamprin: 1757 fő
- Schellenberg: 1151 fő
- Planken: 492 fő

### Nyelvi összetétel
Liechtenstein alapvetően a dél-német nyelvet beszélő emberekből áll, de jelentős számú (elsősorban németországi, osztrák, francia, olasz) bevándorló is él az országban.
Az országban a média és az írott sajtó a leggyakrabban a svájci németet használja. A tősgyökeres liechtensteini lakosság az alemann nyelvjárást beszéli.

### Vallási összetétel
A leginkább elterjedt az országban a római katolikus vallás. 1997-ben II. János Pál pápa létrehozta a vaduzi érsekséget.
2020-ban a lakosság 88,7%-a keresztény, 6%-a muszlim, 5%-a pedig nem sorolta magát egy vallási közösséghez sem.

### Szociális rendszer
Liechtensteinben a szociális ügyekkel a Szociális ügyek hivatala (Amt für Soziale Dienste (ASD) ) foglalkozik.
Nemcsak az aktuális problémák kezelése és a rászorultakról való gondoskodás a feladata, hanem megelőző programokat is szervez.
A központja Schaan-ban van.

#### Intézményrendszer
Az Amt für Sozialen Dienst a gazdasági értelemben rászorulóknak segít.
A Kinder- und Jugenddienst gyermekek és fiatalok, valamint szüleik krízishelyzeteinek és problémáinak kezelését segíti.
A Therapeutische Dienst pszichoterápiás segítséget nyújt.
Az Innere Dienst a szociális kiadásokat, büdzsét felügyeli.

#### Időseket és családokat érintő politika
Liechtensteinben a Jövőben idős (Zukunft Alter) kezdeményezés keretein belül széles körű megelőző és gondoskodó politikát folytatnak.
A Idősek tanácsadó testülete (Seniorenbeirats (SBR) ) segíti a kommunikációt az időseket érintő kérdésekben a kormány felé.
A Családi Kompenzációs Alap (Familienausgleichskasse) a családokat segítő rendszer a hercegségben.
A 16 év alatti gyermekeket nevelők és a keresőképtelen személyeket nevelők részére különféle kedvezmények vannak.

#### Biztosítás, járulékok
Minden lakosnak járulékot kell fizetnie.
Államok közti esetben a biztosításnál a munkahely országát kell figyelembe venni (ha valaki külföldön dolgozik, de Liechtensteinben lakik vagy fordítva) . Kivétel ha valaki korábban már Liechtensteinben biztosított volt, akkor a biztosítása az országban marad. Ausztriára és Svájcra más szabályok vonatkoznak.

#### Nyugdíjrendszer
Általánosan mind a férfiak, mind a nők 64 évesen mennek rendes nyugdíjba, ez 2010 óta van így.
Mód van a korhatár flexibilis kezelésére (Flexibles Rentenalter), ezzel 60 és 70 éves kor között lehet nyugdíjba menni.
Teljes nyugdíjat az kap, aki a 20. életévétől a nyugdíjazásig minden évben megszakítások nélkül fizette a társadalombiztosítási járulékokat. A nyugdíj összegét két tényező befolyásolja: a ledolgozott évek száma és az összes évek alatt átlagosan keresett összeg. A nyugdíjnak van felső és alsó összeghatára is; a felső az alsó határ kétszerese. Házastársaknál a két fél jövedelme összeadódhat, és azt felezik el, ez alapján számítják ki a jövedelmet. Külön számítás van arra, amíg 16 év alatti gyermeket is nevelnek. Egyéb jóváírások is vannak arra az esetre, amikor valaki keresőképtelen személyt tart el.

## Kultúra

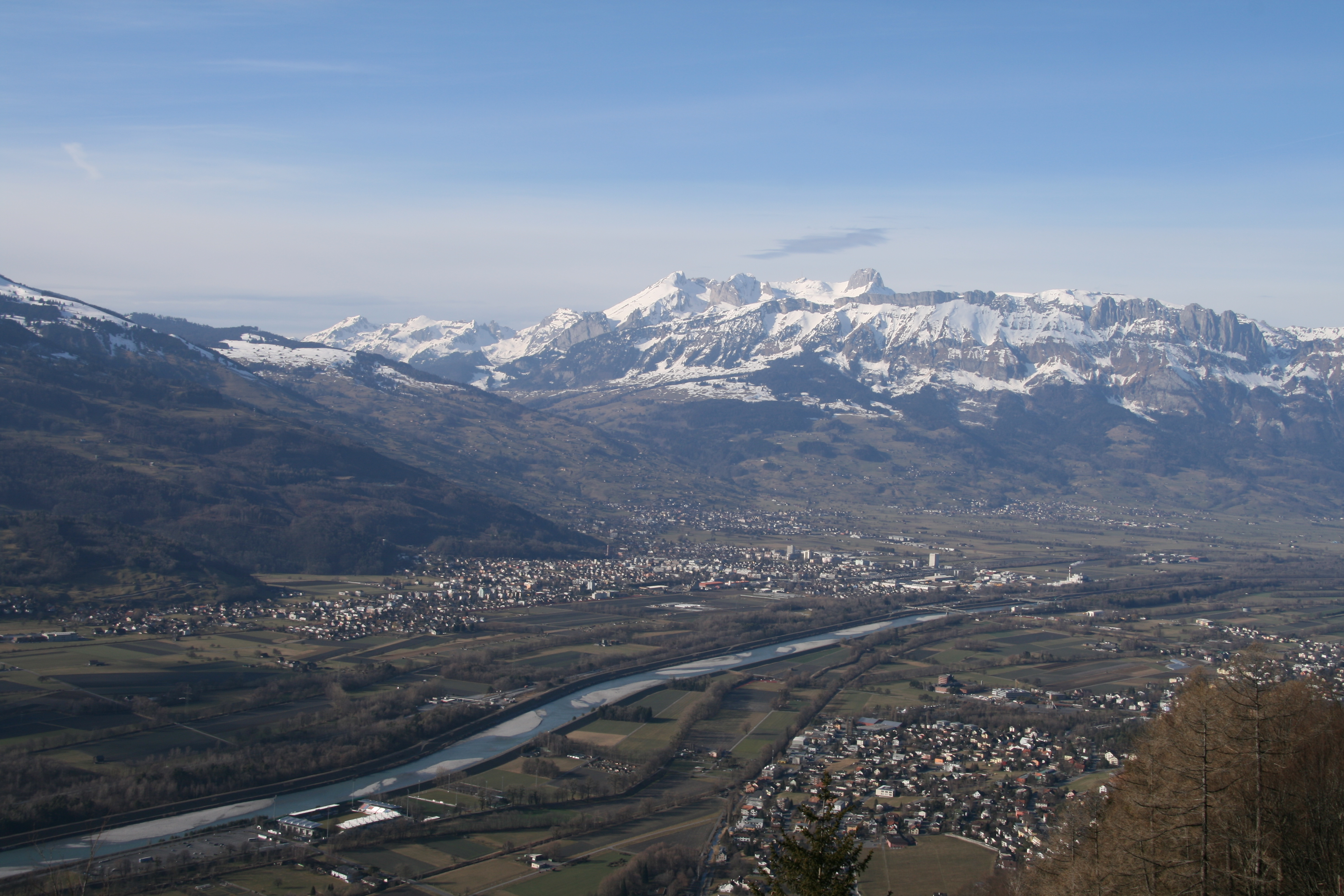
A Rajna völgye Triesenberg felől. Balra Svájc, jobbra Liechtenstein fekszik

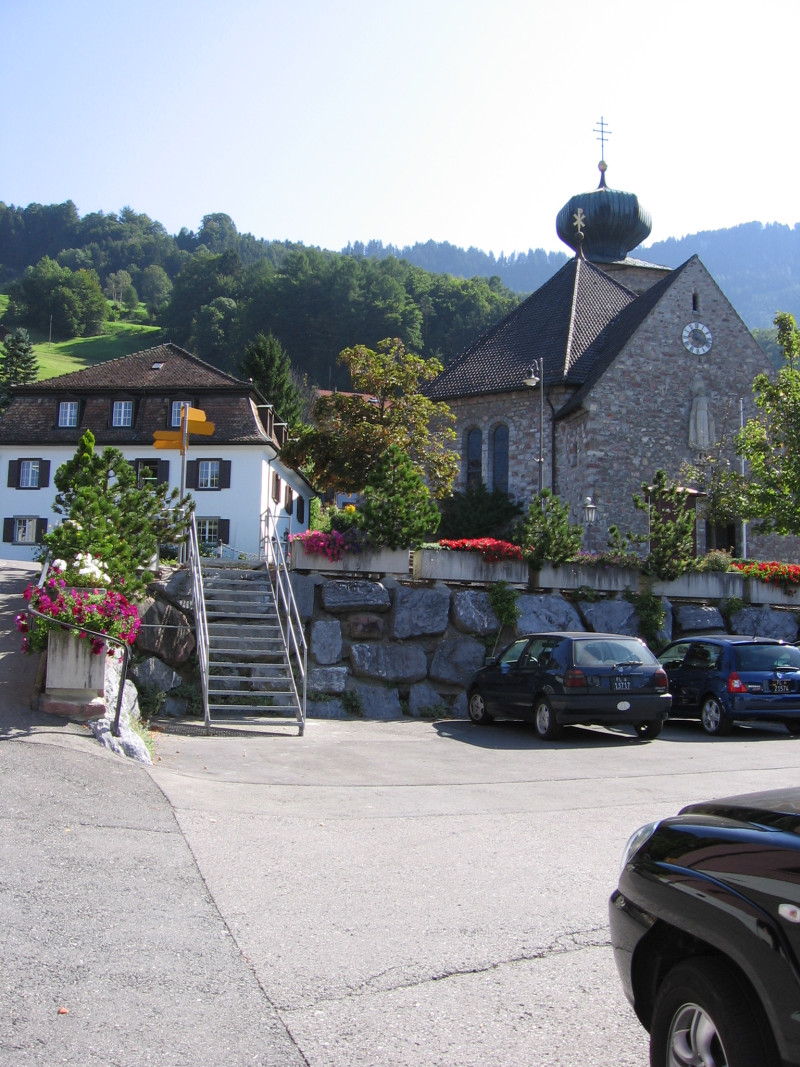
Triesenberg

### Iskolarendszer
1805 óta általános tankötelezettség van az országban, oktatási rendszere hasonló Svájcéhoz.
5 és 6 éves kor között van az óvoda (Kindergarten). Német anyanyelvűek számára nem kötelező, az országban lakó nem német anyanyelvűek gyermekei részére viszont igen.
7 és 11 éves kor között van az általános iskola (Primarschule).
12 és 15 éves kor között szakiskolában (Oberschule vagy Realschule) vagy gimnáziumban lehet tanulni. Ez utóbbi 2 részre tagolódik, Unterstufe és Oberstufe. Erről a szintről záróvizsgával lehet továbbtanulni (Schulobligatoriums).
15 és 19 éves kor között vannak a gimnázium felsőbb évfolyamai (Oberstufe), illetve a szakképzés felső évei (Anlehre).
Oktatási intézmények: Liechtensteinisches Gymnasium, Berufsmittelschule.
Ezután lehet továbbtanulni.
Oktatási intézmények: Hochschule Liechtenstein, Internationale Akademie für Philosophie (IAP), Universität für Humanwissenschaften im Fürstentum Liechtenstein.
A legtöbb szakma elsajátításához külföldre kell menni.

### Kulturális intézmények
Könyvtárak, múzeumok, színházak, zene és tánc intézményei képviselik a helyi kultúrát. A fejedelem magángyűjteményét bécsi múzeumában állította ki.
A kulturális intézmények többsége Vaduzban található:
Angol-ház: 1934-ben építették.
A Liechtensteini Természettudományi Múzeum (Liechtensteinisches Landesmuseum): az egyik legrégebbi múzeum a hercegségben, az 1900-as évek elején alapították.
A Liechtensteini Művészetek Múzeuma (Kunstmuseum Liechtenstein): Morger, Degelo és Kerez svájci építészek tervei alapján épült, 2000-ben nyílt meg.
Állandó tárgygyűjteménye (például szobrok) a 19. századtól napjainkig terjedő időszakból merítkezik.
Egyéb kulturális színhely többek között a Postamúzeum (Postmuseum), a Símúzeum (Skimuseum) és a Gasometer (Gasometer – Kulturzentrum der Gemeinde Triesen).
A Liechtensteini Nemzeti Könyvtár (Liechtensteinische Landesbibliothek): gyűjti az összes valaha kiadott liechtensteini publikációt, könyveket, újságokat és mindent, ami Liechtensteinről a világon megjelenik. Online is elérhető és az összes nagyobb könyvtárral a világon kapcsolatban áll.
Legfontosabb liechtensteini színház a Theater am Kirchplatz (TaK) Schaanban van.
2003 óta Vaduzban is van színház, ez a Schlösslekeller, ahol a Liechtenstein Gabarett (LiGa) évente más programot ad elő.

### Művészetek
- Építészet

Ernst Sommerlad 1920 és 1930 között a hercegségben munkálkodott és ezzel megalapozta az itteni modern építészetet. Ő tervezte a Staatliche Elektrizitätswerket Vaduzban, a Pfälzerhüttét Schaanban és a Villenkolonie Ebenholzot szintén Vaduzban (egyfajta villapark).
- Képzőművészetek

II. János herceg (1840–1929) gyűjtő, a hercegség képzőművészeti gyűjteményének egyik fő harcosa, jelenkori képzőművészetének megalapozója.
A legelismertebb liechtensteini művészek:
Ferdinand Nigg (1865–1949) és Anton Frommelt (1895–1975).
A jelenkor legismertebb liechtensteini képzőművészei: Georg Malin szobrász, Bruno Kaufmann, Martin Frommelt, Josef Schädler és Regina Marxer festők.
- Irodalom

Johann Georg Helbert (1759–1813) Liechtenstein első krónikása
Peter Kaiser (1793–1864) Liechtenstein politikai öntudatának élharcosa
Hermine Rheinberger (1864–1932) Liechtenstein első írónője
- Filmművészet
- Zene

A legismertebb liechtensteini zeneszerző Josef Gabriel Rheinberger (1839–1901) zeneszerző és zenepedagógus.

### Gasztronómia
Nemzeti étel a sajtos gombóc (Käsknöpfle), a Riebel (egyfajta étel kukoricából, tejből és vajból) és a fűszeres alpesi makaróni (Älplermagronen mit Wirz).

### Szokások, illemtan
A liechtensteiniek büszkék országukra és nemzetükre, ezért megsértődhetnek, ha valaki osztráknak, svájcinak vagy németnek nevezi őket.
Liechtenstein lakossága mélyen vallásos, ezért vasárnaponként sokan még csak az utcára sem mennek ki. Ugyanakkor rendkívül lojálisak az uralkodócsaládhoz, amely az országban igen közkedvelt és népszerű, ezért nem szabad olyan vitába bonyolódni velük, amely firtatná a monarchia, mint államforma létét.
A lakosok számára a legfőbb erény az udvariasság. A liechtensteiniek beszélnek idegen nyelveket és szabad országukban más nyelven beszélni, ám mindenképp előtérbe helyezik országuk hivatalos nyelvét, a németet.

## Ünnepek
- január 1.: Újév, Mária istenanyasága
- január 6.: Vízkereszt
- február 2.: Urunk bemutatása a templomban (Gyertyaszentelő Boldogasszony)
- március 19.: Szent József
- március/április: Húsvét
- május 1.: Munkás Szent József
- május/június: Pünkösd
- augusztus 15.: Nagyboldogasszony, a család védőszentjének ünnepe
- szeptember 8.: Mária születésnapja
- november 1.: Mindenszentek
- december 8.: Szeplőtelen fogantatás
- december 25.: Karácsony
- december 26.: Szent István első vértanú

A hercegségben 1940 óta törvényben van rögzítve, hogy II. Ferenc József herceg (Franz Josef II. (1906–1989)) augusztus 16-i születésnapjával összevonva az állam hivatalos ünnepe, augusztus 15., ez az Államünnep (Staatsfeiertag).
Az ünnepség ugyanolyan koreográfia szerint zajlik minden évben. Vaduzban a hercegi palota mellett kezdik el: először misét tartanak, utána a hercegi családból mondanak beszédet, ezt követi egy fogadás a főméltóságok részére a palotában, majd ha a vendégek onnan kijöttek, akkor kezdődnek a mulatságok az utcákon. El szokták énekelni a himnuszt, és este tűzijáték is van.

## Média, telekommunikáció
A hercegségnek van országos televízió- és rádióadása is. A trieseni székhelyű Liechtensteini Rádió (Radio Liechtenstein) 1938 óta sugároz műsort, a liechtensteini háztartások 80%-ában fogható Liechtensteini Televízió (Landeskanal) 1992 óta. Ez utóbbi 2008 óta az interneten is fogható és elsősorban hazai gyártású filmeket és különféle sporteseményeket közvetít.
Ezeken kívül minden településnek saját helyi adója is van, valamint létezik egy kábeltelevíziós tévéadó, az 1FL TV.
| Hívójel prefix | HB0, HB3Y, HBL, HE0 |
| ITU zóna       | 28                  |
| CQ zóna        | 14                  |

A legnagyobb napilapot közel 11 000 példányban nyomtatják, a neve a köznyelvben Das Vaterland, hivatalosan Liechtensteiner Vaterland. Ez a Vaterländischen Union hivatalos párt lapja is egyben. Székhelye Vaduzban van és 1936 óta adják ki. A legrégebbi napilap az 1878-ban alapított Liechtensteni Néplap (Liechtensteiner Volksblatt), amelyik politikailag a Fortschrittlichen Bürgerpartei (FBP) felé húz, ami gyakorlatilag a Vaterländischen Union ellenzékének tekinthető.

## Sportélete
Liechtensteinnek saját olimpiai csapata van (Liechtensteinischer Olympischer Sportverband, LOSV).

### Labdarúgás
A liechtensteini labdarúgócsapatok a svájci labdarúgó-bajnokságokon vesznek részt. A Liechtensteini Kupa az UEFA-Pokal részét képezi. Az ország legjobb csapata az FC Vaduz a svájci másodosztályban játszik.

### Téli sportok
Liechtenstein a téli sportok közül az alpesisízésben emelkedik ki. Hanni Wenzel az 1980-as téli olimpián 2 aranyat és 1 ezüstöt szerzett. A következő olimpián egy bronzérmet vihetett haza. A testvére, Andreas Wenzel 1976-ban bronzérmet, 1980-ban ezüstérmet szerzett.

### Rafting
Raftingolásra alkalmas folyó a Samina.

### Horgászat
Liechtensteinben horgászni a Fischereiverein Liechtenstein (FVL) tagságijával lehet. A napi horgászható mennyiség szigorúan szabályozott, a Samina esetén 2011-ben 4 db hal/nap/horgász.
Horgászni a következő helyeken lehet: Rajna, Spiersbach, Samina és a kisebb patakok, amik ezekbe folynak.
Halak, amikre számítani lehet: pisztrángfélék (tó-, szivárvány, patakpisztráng), pér, maréna, alet, aranyosfejű hal, márna, fürge cselle, sügér, tarka menyhal, angolna, csuka, Strömer, Groppe.

### Technikai sportok
Az ország egyetlen Formula–1-es versenyzője Rikky von Opel volt, a túraautóknál pedig Manfred Schurti és Dario Pergolini jeleskedett.

## Turizmusa
A hercegség hivatalos turisztikai központja a Liechtenstein Center Vaduzban. Közvetlenül mellette van a liechtensteini 0 kilométerkő, ahonnan 1864-ben és azóta is a liechtensteini utakat mérik.
Kelet-Svájc és Liechtenstein egy sor közös helikopteres túrát szervez.
Túrázók részére 160 km²-en 400 km turistaút és 350 km kerékpárút van kiépítve. Horgásztúrákat szintén szerveznek (Fischereiverein Liechtenstein).